# Constitution civile du clergé
Lire en ligne

Assemblée nationale : Fac-similé

Concordat de Bologne (1516) Concordat (1801)
La Constitution civile du clergé est un décret adopté le 12 juillet 1790, au début de la Révolution française (1789-1799), par l'Assemblée nationale constituante, et organisant l'Église de France, notamment en raison de la nationalisation des biens de l'Église en novembre 1789.
Sanctionnée contre son gré par Louis XVI le 24 août 1790, elle réorganise unilatéralement le clergé séculier français, instituant une nouvelle Église, l'Église constitutionnelle. Cette réorganisation est condamnée par le pape Pie VI en mars 1791, ce qui provoque la division du clergé français en clergé constitutionnel (les « jureurs ») et clergé réfractaire, division qui est à l'origine de la volonté de déchristianisation qui marque le mouvement sans-culotte à partir de 1791 et des gouvernements républicains à partir de 1792.
La Constitution civile du clergé est abrogée en 1801 par le Premier Consul Napoléon Bonaparte, qui fait la paix avec le pape grâce au concordat, qui restera en vigueur en Moselle et en Alsace tandis qu'il est remplacé dans le reste du pays par la loi de séparation des Églises et de l'État de 1905.

## Le Comité ecclésiastique de l'Assemblée constituante

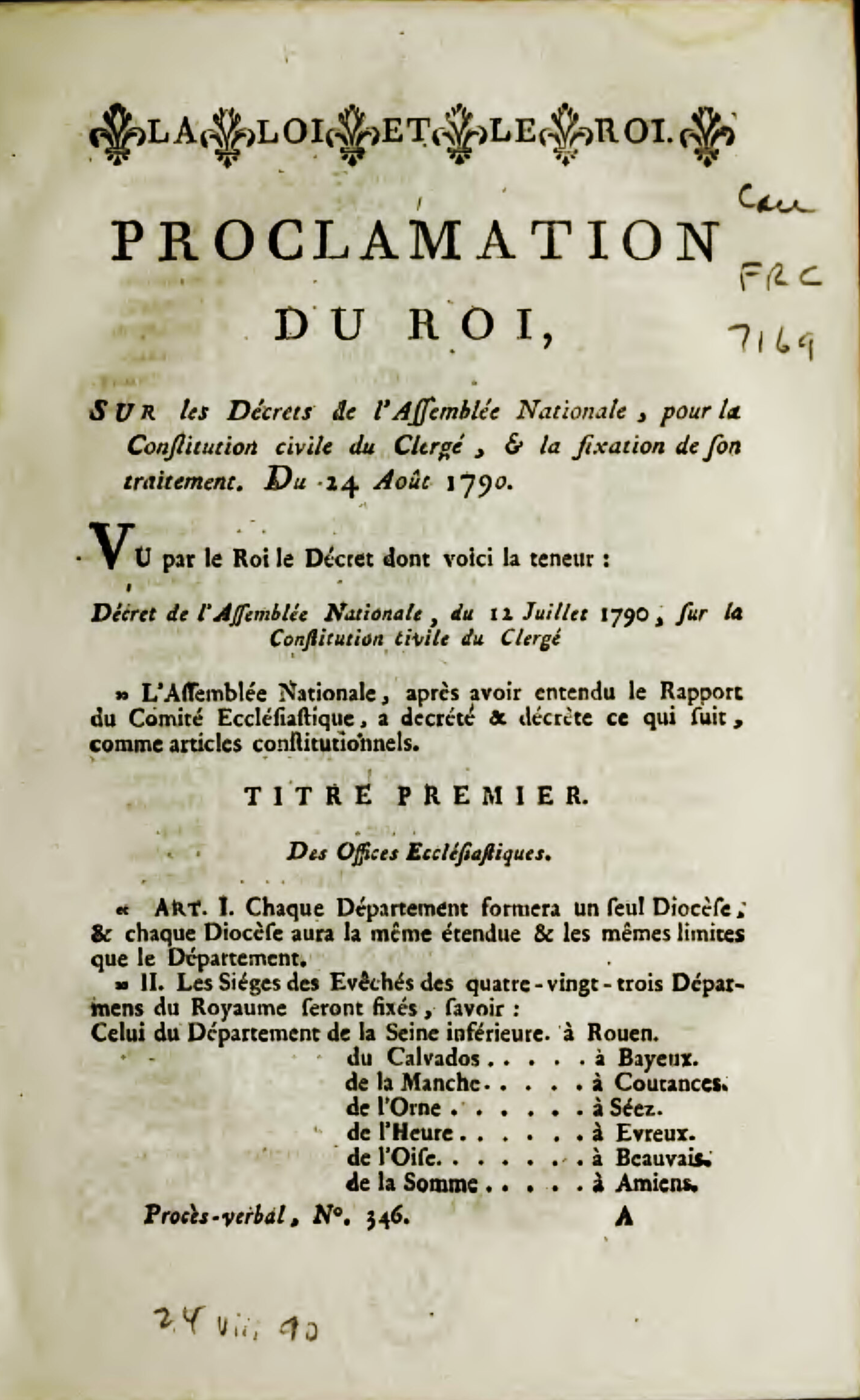
14 août 1790 : Proclamation par le roi du décret sur la constitution civile du clergé en annexe de la séance de l'assemblée nationale constituante du lundi 12 juillet 1790.

À la suite de la Nuit du 4 août 1789, l'ordre du clergé, premier ordre en dignité de la société d'Ancien Régime, disparaît en tant que corps politique.
À l'automne 1789 commencent à la Constituante les débats sur la nouvelle organisation de l'Église de France. Le Comité ecclésiastique, présidé par Treilhard (1742-1810), est chargé d'élaborer un projet. Trois membres du comité, avocats de tendance janséniste, sont plus spécialement concernés par son élaboration : Louis-Simon Martineau (1733-1799) comme rapporteur, Armand Camus (1740-1804) et Jean-Denis Lanjuinais (1753-1827) comme défenseurs. Membres de la magistrature qui se sont affirmés dans le mouvement de la fronde et du jansénisme parlementaire, adeptes du gallicanisme, ils considèrent qu'ils ont le droit de réformer une Église de France qu'ils veulent indépendante du pape et soumise au gouvernement. Enfin, selon la tendance janséniste formée autour du diacre Pâris et en s'inspirant du richérisme, doctrine ecclésiologique très implantée dans le bas-clergé, qui prône le gouvernement démocratique des communautés paroissiales et diocésaines, ils ont l'ambition de réformer le clergé pour revenir à la pureté de l'« Église primitive » .
Le rapport de Martineau, légèrement amendé, est voté le 12 juillet 1790 : il devient la Constitution civile du clergé. Après une période d'opposition, Louis XVI finit par donner son accord le 22 juillet pour que le décret soit promulgué le 24 août 1790.

## Le nouveau règlement
Le texte comporte quatre titres :
1. « Des offices ecclésiastiques ».
2. « Nomination aux bénéfices ».
3. « Traitements et pensions ».
4. « De la résidence »[6].

### Les offices ecclésiastiques
Les diocèses et paroisses étaient profondément remaniés.
L'article 1 du décret décide que « Chaque département formera un seul diocèse, et chaque diocèse aura la même étendue et les mêmes limites que le département. » Le nombre de diocèses était de ce fait réduit de 130 à 83. Les évêques s'entourent de vicaires épiscopaux qui, avec les directeurs et supérieurs du séminaire diocésain, forment le « conseil » qui doit donner son accord pour les actes de juridiction en rapport avec le gouvernement du diocèse.
L'article 3 prévoit que « Le royaume sera divisé en dix arrondissements métropolitains, dont les sièges seront Rouen, Reims, Besançon, Rennes, Paris, Bourges, Bordeaux, Toulouse, Aix et Lyon. » Ces arrondissements métropolitains remplacent les 14 provinces ecclésiastiques (archevêchés) de l'Ancien Régime.
Dans son article 15, le décret dispose que « Dans toutes les villes et bourgs qui ne comprendront pas plus de six mille âmes, il n'y aura qu'une seule paroisse ; les autres paroisses seront supprimées et réunies à l'église principale. »
L'article 16 énonce que « Dans les villes où il y a plus de six mille âmes, chaque paroisse pourra comprendre un plus grand nombre de paroissiens, et il en sera conservé ou établi autant que les besoins des peuples et les localités le demanderont. »

### Suppression du clergé régulier et de certains offices ecclésiastiques
L'article 20 du décret décide que « Tous titres et offices autres que ceux mentionnés en la présente constitution, les dignités, canonicats, prébendes, demi-prébendes, chapelles, chapellenies, tant des églises cathédrales que des églises collégiales, et tous chapitres réguliers et séculiers de l'un et l'autre sexe, les abbayes et prieurés en règle ou en commende, aussi de l'un et de l'autre sexe et tous autres bénéfices [...] de quelque nature et sous quelque dénomination que ce soit, sont, à compter du jour de la publication du présent décret, éteints et supprimés sans qu'il puisse jamais en être établi de semblables. »
Disparaissaient ainsi les chanoines, prébendiers ou chapelains, « sans charge d'âme ».

### La nomination aux bénéfices
Les évêques sont élus par l'assemblée des électeurs du département et les curés par celle des électeurs du district, que les électeurs professent la religion catholique ou non. L'amendement proposé par l'abbé Grégoire, disposant que les catholiques soient seuls électeurs, fut repoussé.
Le texte conserve la distinction entre la nomination, c'est-à-dire la désignation du titulaire, et l'institution canonique, laquelle confère la juridiction. Cependant, si l'évêque conserve l'institution des curés, il est lui-même institué non plus par le pape, mais par le métropolitain ou le plus ancien évêque de l'arrondissement métropolitain. Le pape n'est plus qu'« un chef visible de l'Église universelle », auquel il peut écrire en gage d'unité de foi et de communion dans le sein de l'Église catholique.
Avant leur sacre, les évêques doivent prêter « le serment solennel de veiller avec soin sur les fidèles du diocèse […], d'être fidèles à la nation, à la loi et au roi et de maintenir de tout [leur] pouvoir la Constitution décrétée par l'Assemblée nationale et acceptée par le roi ». Les curés devront faire de même, un dimanche, avant la grand-messe.

### Des officiers civils
Les ecclésiastiques — évêques et curés — perçoivent un traitement de l'État. Le traitement de l'évêque de Paris est de 50 000 livres, celui des autres évêques de 20 000 livres. Les vicaires épiscopaux reçoivent entre 8 000 et 2 000 livres. Les curés entre 6 000, pour les cures de Paris, et 1 200 livres, pour les cures les moins peuplées ;
Tous les religieux — évêques, prêtres, moines, moniales — ont des droits civiques qui les autorisent à quitter leurs postes ou leurs communautés monastiques.
Un ecclésiastique ne peut être maire, officier municipal ou conseiller général. Il est cependant électeur et éligible à l'Assemblée nationale.
Avant cette loi, les membres du clergé étaient soumis à la juridiction interne de l'Église, qui les astreignait au célibat, les empêchait de léguer les biens acquis dans l'exercice de leur ministère à leur famille et d'habiter où bon leur semblait, et les soumettait à des tribunaux ecclésiastiques, appelés officialités.
En français moderne, la loi aurait pu être appelée « loi de réorganisation de l'Église et donnant statut d'agent public aux membres du clergé ». Compromis entre les tendances gallicanes, jansénistes et richéristes, la Constitution civile du clergé, tout en souhaitant établir l'indépendance, sauf en matière doctrinale, de l'Église de France à l'égard de la papauté, la soumet à l'État. Pour Pierre de la Gorce : « Peu d'actes ont aussi mal résisté au temps. Vu à distance, celui-ci ne répond à aucune conception nette ».

## La controverse

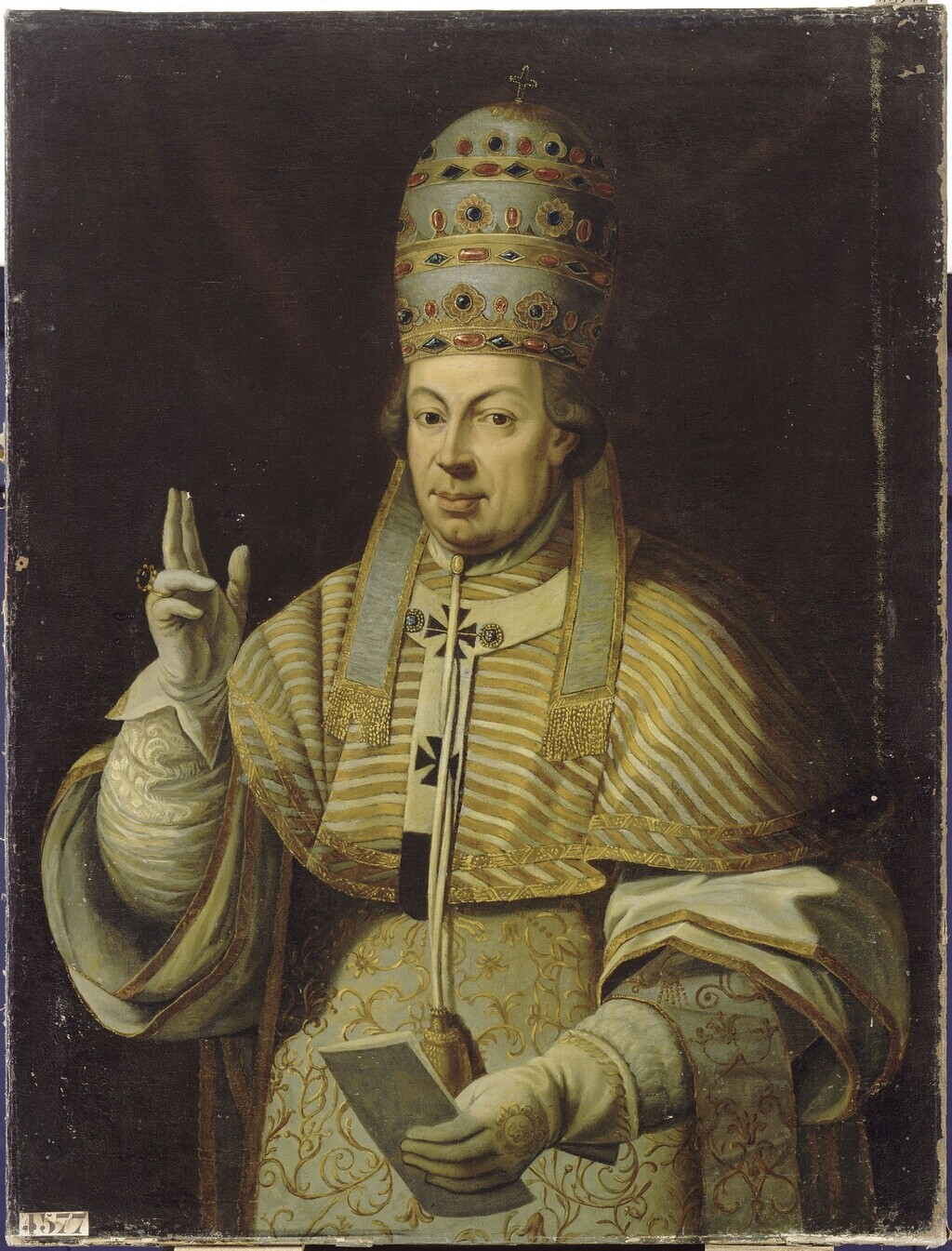
Portrait du pape Pie VI (vers 1775).

Le 29 mars 1790, le pape Pie VI tient un consistoire secret, au cours duquel il dénonce particulièrement la sécularisation des biens ecclésiastiques et la suppression des vœux de religion. Le cardinal de Bernis, ambassadeur de France auprès du Saint-Siège, obtient que cette allocution ne soit pas publiée. Il s'en félicite dans ses dépêches à Montmorin tout en précisant : « Si on continue à traiter si durement l'Église de France, je ne saurais répondre à la longue de la patience du chef de l'Église catholique ».
Dans les mois qui suivent, la préparation de la Constitution civile du clergé est suivie avec anxiété aussi bien à Rome que par Louis XVI. Ce dernier sollicite les avis de deux de ses ministres : Lefranc de Pompignan, ancien archevêque de Vienne, et Champion de Cicé, archevêque de Bordeaux. Se faisant les porte-parole de leurs confrères, dont la plupart siègent à l'Assemblée nationale, ils conseillent au roi de ne pas s'opposer à l'Assemblée et de rechercher un compromis avec Pie VI. Cependant, le pape écrit le 9 juillet 1790 à Louis XVI : « Nous devons vous dire avec fermeté et amour paternel que, si vous approuvez les décrets concernant le Clergé, vous induirez en erreur votre Nation entière, vous précipiterez votre Royaume dans le schisme et peut-être dans une guerre civile de religion ». Le 10 juillet, des brefs de Pie VI demandent au roi de refuser la Constitution. Ceux-ci sont remis à Louis XVI le 23 juillet. Or, la veille, celui-ci a annoncé qu'il accepterait les décrets. Croyant le Pape mal informé des affaires de France — celui-ci est en effet conseillé par le cardinal de Bernis, fort prévenu contre le nouvel ordre des choses — et persuadé de l'urgence, Louis XVI sanctionne et promulgue les décrets le 24 août 1790.
Dès le mois d'août, Jean-René Asseline, évêque de Boulogne, publie une réfutation de la Constitution civile, à laquelle adhèrent quarante évêques. En octobre, Boisgelin, archevêque d'Aix, publie ses Observations sur le serment prescrit aux ecclésiastiques et sur le décret qui l'ordonne. Tous les évêques de France adhèrent à ce texte, qui est envoyé au pape. Un très grand nombre de publications s'attachent à défendre ou à combattre la Constitution civile. Pour les uns, elle est une œuvre indispensable pour mettre fin aux abus : elle permet un retour à la pureté et à la simplicité de l'Église primitive, et elle correspond aux vœux de la Nation souveraine. Pour les autres, l'assemblée a commis un abus de pouvoir en remodelant les circonscriptions ecclésiastiques. Celles-ci n'établissent pas un pouvoir sur un territoire mais sur des âmes. Or, ce pouvoir sur les âmes ne peut être conféré que par l'Église. Le concordat de Bologne avait été établi par deux parties : le roi et le pape. Mais ce dernier n'a pas été consulté. Enfin, la Constitution est schismatique : le sacre ne donne pas à l'évêque une mission et un pouvoir de juridiction, laquelle ne peut lui être conférée que par l'Institution canonique. Cependant, en réduisant celle-ci à une formalité, puisque c'est le président de l'assemblée électorale qui proclame l'élu évêque (titre II, art. 14) et non les autorités légitimes, le lien avec le pape et l'Église est rompu. Ce qui fait écrire à Boisgelin : « Nous ne pouvons pas transporter le schisme dans nos principes ».

## Le serment à la Constitution civile

### Le serment obligatoire
| |  |  |
| Estampes opposant le « prêtre patriote prêtant de bonne foi le serment civique » au « prêtre aristocrate » fuyant le même serment (1790). |  |  |

Le 26 novembre, Voidel, député de la Moselle, dénonce la formation d'une ligue contre la Constitution civile. Il propose le serment obligatoire comme le moyen indispensable de régénérer l'église de France. Le décret est voté. Le Roi doit le sanctionner le 26 décembre 1790, ayant vainement espéré des concessions de la part du Pape, ce dernier ayant accepté, dix ans plus tôt, la réforme de l'Église d'Autriche opérée de façon autoritaire et unilatérale par l'empereur Joseph II, frère de Marie-Antoinette.

« Par décret de l'Assemblée nationale, et conformément à la constitution civile du clergé en date du 24 août 1790, tous les ecclésiastiques prêteront le serment exigé un jour de dimanche après la messe, en présence du conseil général de la commune et des fidèles. Ceux qui ne le prêteront pas seront réputés avoir renoncé à leur office et il sera pourvu à leur remplacement. »

Le serment était le suivant :

« Je jure de veiller avec soin sur les fidèles de la paroisse (ou du diocèse) qui m'est confiée, d'être fidèle à la Nation, à la Loi, au Roi et de maintenir de tout mon pouvoir la Constitution décrétée par l'Assemblée nationale et acceptée par le Roi. »

Le serment oblige prêtres et évêques à maintenir la nouvelle organisation du clergé. Pour les deux cent cinquante officiers ecclésiastiques membres de l'assemblée, le serment doit être prêté dans les huit jours, soit le 4 janvier 1791 au plus tard. À la suite de l'abbé Grégoire, cent cinq députés prêtent serment à la barre. Enfin, le 4 janvier 1791, malgré la pression des tribunes, quatre seulement jurent. En tenant compte des rétractations, ce sont quatre-vingt-dix-neuf députés ecclésiastiques qui prêtent le serment.
Le 7 janvier commencent les prestations de serment dans les provinces. Elles sont échelonnées tous les dimanches, de janvier et février 1791, à des dates différentes selon les diocèses. La quasi-totalité des évêques, sauf quatre, et la moitié des curés, refusent alors de prêter serment.
À partir du 10 août 1792 et de la chute de la royauté, un nouveau serment, dit « de Liberté-Égalité », est mis en place ; celui-ci ne fait plus référence au roi.

### Réponse officielle du pape Pie VI

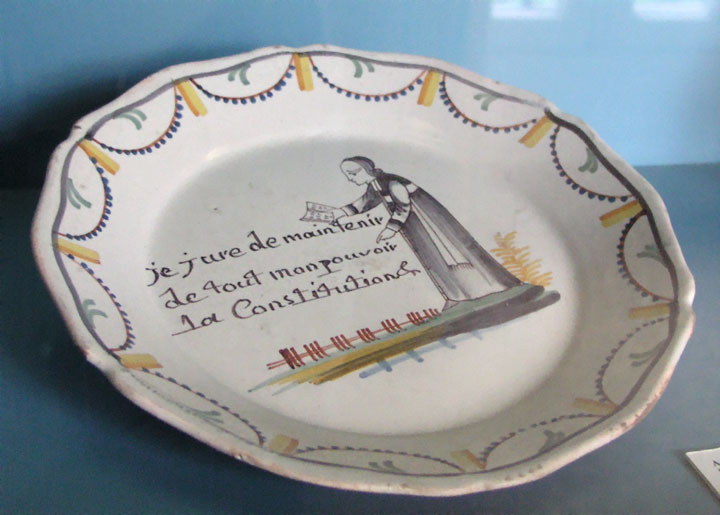
« Je jure de maintenir de tout mon pouvoir la Constitution & [la haie]. » Plat commémoratif de la Constitution civile du clergé secrètement contre-révolutionnaire par un rébus (1790). Musée Carnavalet.

Le pape Pie VI, qui ne répond pas durant des mois aux demandes pressantes de l'ambassadeur de France, fait connaître sa réponse officielle par les brefs Quod aliquantum, du 10 mars 1791, et Caritas, du 13 avril 1791. Il demande aux membres du clergé n'ayant pas encore prêté serment de ne pas le faire, et à ceux qui ont déjà prêté serment de se rétracter dans l'espace de quarante jours. Les élections épiscopales et paroissiales sont déclarées nulles et les consécrations d'évêques sacrilèges. La publication des brefs est interdite, mais ceux-ci circulent clandestinement et sont largement connus.
Malgré les nombreuses rétractations de prêtres assermentés au sein de l'Église de France, une situation de schisme divise le clergé en prêtres constitutionnels, désignés comme « jureurs », et prêtres insermentés, désignés comme « réfractaires ». La rupture entre la Révolution et l'Église catholique semble inévitable.
Par souci d'apaisement, et en application de la liberté religieuse affirmée par la Déclaration des droits de l'homme et du citoyen, sur proposition de Talleyrand et Sieyès, l'Assemblée constituante vote le 7 mai 1791 un décret qui donne le droit aux prêtres insermentés de célébrer la messe dans les églises constitutionnelles. Les catholiques qui refusent la nouvelle église ont la possibilité de louer des édifices pour le culte.

### Assermentés et insermentés
On appelle insermentés les prêtres qui refusent de prêter serment à la Constitution civile du clergé. La quasi-totalité des évêques (sauf cinq), la totalité des prêtres des Missions étrangères de Paris et une grosse moitié des curés seront des prêtres réfractaires.
On appelle assermentés — ou « jureurs » ou « intrus » — les prêtres qui prêtent serment à la Constitution civile du clergé. Charles-Maurice de Talleyrand-Périgord, Henri Grégoire, Yves Marie Audrein sont les premiers à appartenir au clergé constitutionnel. Le premier évêque constitutionnel est Louis-Alexandre Expilly de La Poipe, recteur (curé) de Saint-Martin-des-Champs près de Morlaix, élu député du clergé en août 1788, et qui préside ensuite à l'Assemblée constituante la commission qui rédige la Constitution civile du clergé. Il est sacré évêque du Finistère à Paris par Talleyrand, lui-même évêque, en 1790, avant d'être guillotiné le 22 mai 1794.

### Typologies des prestations de serment

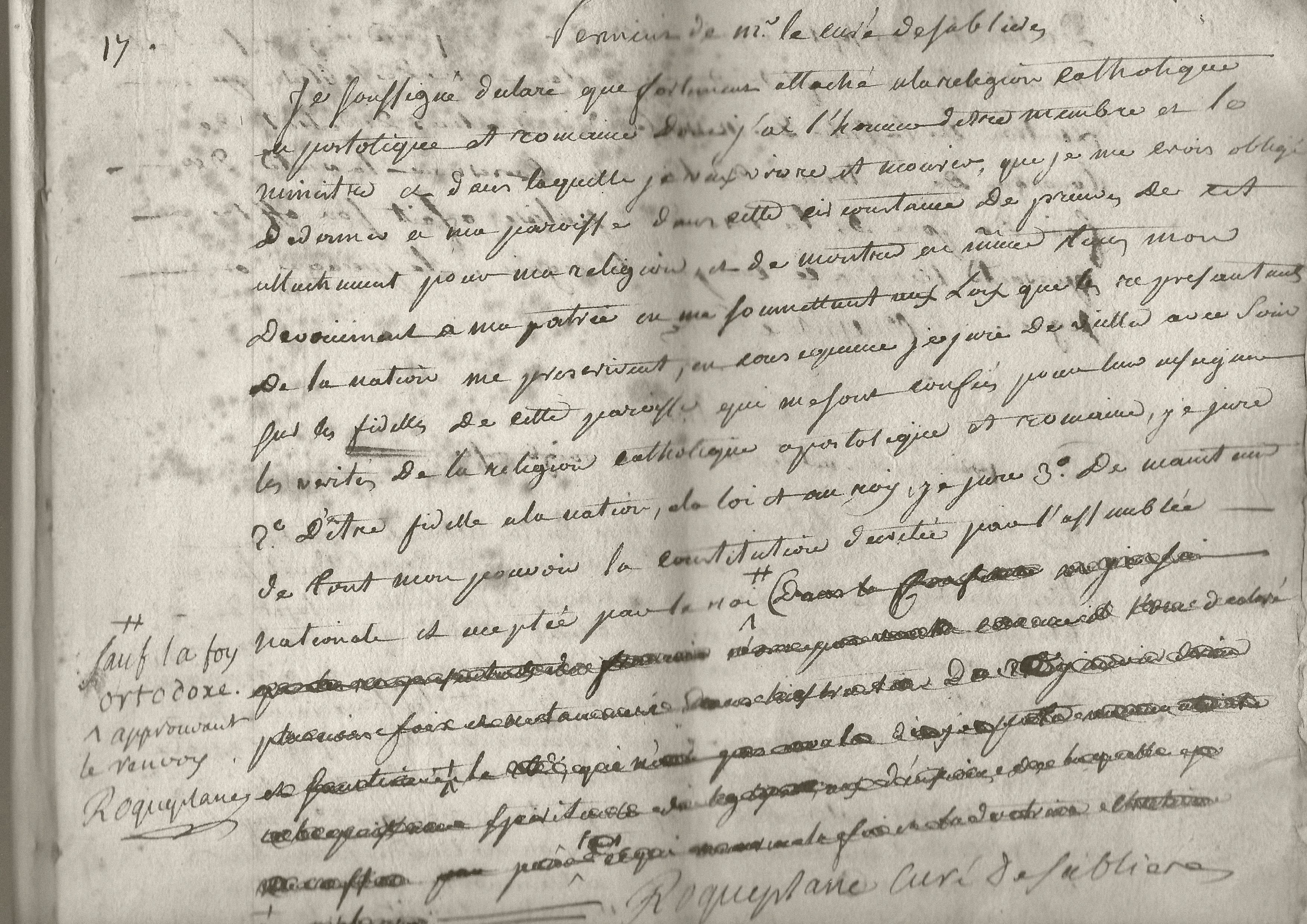
Serment Curé de Sablières.

Avec l'historien Jean de Viguerie, on peut distinguer six manières de prêter le serment :
1. le serment prêté purement et simplement ;
2. le serment d'abord refusé puis prêté ;
3. le serment prêté avec restriction ou avec rétractation partielle — ainsi Bernard Bellegarrigue, curé de Born dans la Haute-Garonne, jure le 13 mars 1791 en précisant « D'après l'instruction de l'Assemblée Nationale qu'elle n'entend porter aucune atteinte à la religion catholique, apostolique et romaine »[27] ;
4. le serment prêté puis entièrement rétracté ;
5. le refus avec explication, souvent fondé sur l'argument de l'impossibilité en conscience ;
6. le refus pur et simple.

En fonction de la position hiérarchique
L'historien américain Timothy Tackett note que la proportion de réfractaires était, dans le haut clergé (évêques), très supérieure à celle observée dans le bas clergé (prêtres et vicaires). Il note par ailleurs que les vicaires étaient statistiquement davantage réfractaires que les curés.
En fonction de la géographie
En général, les régions périphériques seront davantage réfractaires. Cela pourrait être lié aux différences culturelles, soulignées par l'usage encore très répandu de langues régionales : par exemple, en Bretagne, avec 20 % de jureurs ou en Alsace, avec seulement 8 % de jureurs dans le Bas-Rhin. Dans ce contexte, on peut aussi citer le Nord, la Lorraine, le Languedoc et l'Auvergne. Cela pourrait peut-être aussi s'expliquer du fait d'une certaine méfiance vis-à-vis des décisions de la capitale.
La diffusion des idées des Lumières est sans doute également l'un des facteurs de motivation pour prêter ou non serment. La présence d'un nombreux clergé gallican et/ou janséniste dans le Bassin parisien est, pour certains historiens, l'une des raisons pour lesquelles le serment y a rencontré beaucoup de succès (90 % de jureurs dans le Loiret). Les autres régions à majorité de jureurs sont la Bourgogne, la Provence (96 % de jureurs dans le Var) et les régions littorales du Sud-Ouest.
Au total, au niveau national, en tenant compte des rétractations intervenues après les brefs pontificaux, on atteindrait une proportion de 47 à 48 % de jureurs.

### Élection du nouveau clergé
Pour remplacer les prêtres réfractaires, il faudra élire de nouveaux prêtres : quatre-vingts évêques sont alors élus et environ vingt mille prêtres sont remplacés. L'abbé Grégoire, curé et député, qui avait participé à la rédaction du projet de Constitution civile du clergé, sera élu évêque constitutionnel de Loir-et-Cher, et deviendra, de fait, le chef de l'Église constitutionnelle de France. Il faut souligner que ces élections sont ouvertes aux non catholiques, ce qui ne pouvait qu'irriter les fidèles et la Papauté.

## Conséquences de la Constitution civile du clergé et du serment
La plupart des prêtres réfractaires prennent le parti de la contre-révolution et les patriotes suspectent les ecclésiastiques, ce qui engendre des haines passionnées. De très nombreux catholiques, paysans, artisans ou bourgeois, qui avaient soutenu le tiers état, rejoignent ainsi l'opposition. Dans l'Ouest de la France, alors que des régions comme la Bretagne ou la Vendée avaient soutenu les débuts de la Révolution, celles-ci deviennent des foyers de troubles et de guerres liés à la contre-révolution.

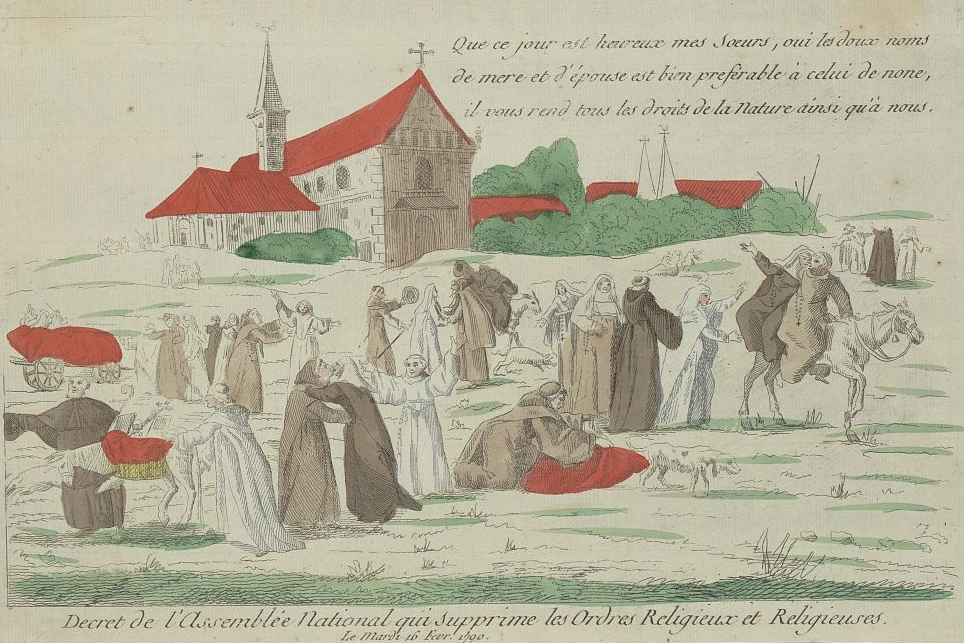
« Décret de l'Assemblée national [sic] qui supprime les ordres religieux et religieuses. Le mardi 16 février 1790. » Caricature anonyme de 1790. « Que ce jour est heureux, mes sœurs. Oui, les doux noms de mère et d'épouse est bien préférable à celui de nonne, il vous rend tous les droits de la nature ainsi qu'à nous. »

Les débats agitent en profondeur la société française pendant les six premiers mois de 1791, et commencent à couper le pays en deux. Ils divisent des familles, rompent des amitiés anciennes. Charrier de La Roche, défenseur de la Révolution, constate en octobre 1791 : « On accrédite des préjugés incendiaires dont les mieux intentionnés n'ont aucun moyen de se garantir, on sème, on entretient l'aigreur et l'animosité contre les sectateurs les plus paisibles du parti que l'on n'a pas adopté ». Le 29 novembre 1791, un décret donne aux administrateurs locaux la possibilité de déporter les prêtres de leur domicile en cas de trouble.

## Les suites
Des mesures de déchristianisation se poursuivent en France en 1793 et 1794, avec la mise en place du calendrier républicain qui efface les références chrétiennes du calendrier grégorien (dimanche et jours fériés), l'instauration du culte de la Raison, la fermeture d'églises au culte du 31 mai 1793 jusque vers novembre 1794, puis l'instauration du culte de l'Être suprême. Les lois de 1790 — hors Constitution civile du clergé, réservée au culte catholique — permettent des mesures de tolérance par rapport aux protestants et aux juifs, accordant à ces derniers la citoyenneté. Les prêtres réfractaires sont l'objet d'une sévère répression, notamment sous la Terreur, et sont confondus pendant cette période avec les  prêtres constitutionnels (ou assermentés, ou jureurs).
Dans la Rhénanie occupée par les forces françaises (1793), le mouvement de sécularisation chasse l'archevêque de Mayence de ses terres. La désacralisation des symboles et des édifices religieux et aristocratiques favorise l'émergence du pouvoir bourgeois dans le Saint-Empire.

## La fin: la première séparation de l’Église et de l’État (1794)
« La séparation de l'Église et de l'État avait été instaurée en fait par le décret du 2 sansculotides an II (18 septembre 1794) : par raison d'économie, Cambon fit supprimer ce jour-là le budget de l'Église assermentée ; la Constitution civile du clergé était ainsi implicitement rapportée et l'État complètement laïcisé ».
Cinq mois plus tard, la Convention thermidorienne confirme cette séparation en votant, le 21 février 1795 (3 ventôse an III), le Décret sur la liberté des cultes :
Art. I - Conformément à l'article VII de la Déclaration des Droits de l'homme et à l'article 122 de la Constitution, l'exercice d'aucun culte ne peut être troublé.
Art. II - La République n'en salarie aucun.
Art. III.- Elle ne fournit aucun local, ni pour l'exercice des cultes, ni pour le logement des ministres.
Art. IV.- Les cérémonies de tout culte sont interdites hors de l'enceinte choisie pour leur exercice.
Art. V - La loi ne reconnaît aucun ministre du culte, nul ne peut paraître en public avec les habits, ornements ou costumes affectés à des cérémonies religieuses.
Art. VI - Tout rassemblement de citoyens pour l'exercice d'un culte quelconque est soumis à la surveillance des autorités constituées. Cette surveillance se renferme dans des mesures de police et de sûreté publique.
Art. VII - Aucun signe particulier à un culte ne peut être placé dans un lieu public, ni extérieurement, de quelque manière que ce soit. Aucune inscription ne peut désigner le lieu qui lui est affecté. Aucune proclamation ni convocation publique ne peut être faite pour y inviter les citoyens.
Art. VIII - Les communes ou sections de commune en nom collectif, ne pourront acquérir ni louer de local pour l'exercice des cultes…
Art. X - Quiconque troublerait par violence les cérémonies d’un culte quelconque, ou en outragerait les objets, sera puni suivant la loi du 22 juillet 1791 sur la police correctionnelle…
Enfin, la paix religieuse est totalement retrouvée avec Bonaparte, alors Premier consul, qui signe le Concordat avec le Pape en 1801. Pie VII entérine une mise sous tutelle de l'Église de France.